# Наилучшая доступная технология
Наилучшая доступная технология (НДТ) — «технология производства продукции (товаров), выполнения работ, оказания услуг, определяемая на основе современных достижений науки и техники и наилучшего сочетания критериев достижения целей охраны окружающей среды при условии наличия технической возможности её применения» (определение из Федерального закона от 21 июля 2014 года № 219-ФЗ «О внесении изменений в Федеральный закон „Об охране окружающей среды“ и отдельные законодательные акты Российской Федерации»).
Наилучшие доступные технологии (наилучшая существующая технология), в контексте нормативно-правовых актов ЕС, призваны стать элементом более качественного и экономически обоснованного контроля и предотвращения негативного воздействия на окружающую среду с учётом особенностей конкретной отрасли промышленности. Основными целями природоохранных директив ЕС являются обеспечение комплексного предотвращения и контроля загрязнения на основе разработки и выдачи индивидуальных комплексных разрешений промышленным предприятиям, а также регулирование воздействий на всю окружающую среду в целом и обеспечение высокого уровня её охраны и защиты. Системой критериев для оценки воздействия на окружающую среду и получения выдаваемого в соответствии с требованиями Директивы комплексного разрешения в различных отраслях экономики являются НДТ.

## История возникновения и развития в EC
Термин «наилучшие доступные технологии» (best available techniques — BAT) впервые появился в директиве рабочей группы по атмосферному воздуху (AirFrameworkDirective — AFD) в 1984 году и относился к выбросам загрязняющих веществ в атмосферный воздух от крупных промышленных предприятий. Позже принципы НДТ были сформированы в директиве парламента и совета ЕС по вопросам комплексного предотвращения и контроля загрязнений (Integrated Pollution Prevention And Control (IPPC)), принятой 15 января 2008 году, которая в свою очередь заменила аналогичную директиву ЕС 96/61/EC от 24 сентября 1996 года. В дальнейшем действовала объединённая директива ЕС по предотвращению и контролю загрязнений (IPPC Directive). В 2010 году была опубликована модифицированная формулировка данной директивы, которая в итоге, наряду с ещё шестью другими директивами, регулирующими большие промышленные объекты, вошла в состав Директивы промышленных выбросов — . Согласно этому документу были разработаны и утверждены отраслевые справочники наилучших существующих технологий — BREF).

## Справочники НДТ
Справочники НДТ являются одним из базовых документов, направленных на внедрение НДТ и установление нормативов качества для конкретной отрасли. Европейские справочники НДТ представляют собой документы, в которых дается пошаговое описание НДТ для каждой отрасли промышленности, приведенной в Приложении I к Директиве «О комплексном предупреждении и контроле загрязнений на окружающую среду». Эти справочники используются регулирующими органами при выдаче хозяйствующим субъектам природоохранных разрешений на право хозяйственной деятельности, а также хозяйствующими субъектами при формировании своей экологической политики. Европейские справочники НДТ не имеют статуса предписаний, в них не устанавливаются предельные значения выбросов/сбросов, лимитов образования отходов для определенного промышленного сектора.
На сегодняшний день справочники НДТ разрабатываются в ЕС в сотрудничестве с государствами-членами, промышленными предприятиями и другими заинтересованными сторонами. Эта работа координируется Европейским Бюро по комплексному предупреждению и контролю загрязнений Института перспективных технологических исследований в Объединенном исследовательском центре ЕС в Севилье (Испания) .
Разработка справочников ведется отраслевыми техническими рабочими группами (ТРГ). Формально справочники делят на две группы: «горизонтальные» и «вертикальные»:
• «вертикальные» справочники подготовлены для применения в одной или нескольких отраслях промышленности;
• «горизонтальные» справочники применимы к большинству отраслей промышленности.
В настоящее время в ЕС разработано 33 справочника НДТ, из которых 26 — «вертикальных», а 7 — «горизонтальных».
В общем виде во всех справочниках НДТ содержится следующая информация:
• законодательные аспекты;
• сведения о развитии конкретной отрасли промышленности в ЕС;
• технологическое описание традиционно применяемых производственных процессов;
• данные о выбросах (сбросах), образовании отходов, потреблении сырья и энергии на протяжении всего производственного цикла;
• технологии и методологии, применяемые при идентификации НДТ;
• краткое описание НДТ для конкретной отрасли;
• оценка возможных экологических преимуществ при внедрении НДТ;
• данные по ограничению применимости НДТ;
• экономические показатели НДТ (капитальные и эксплуатационные затраты, расход сырья и материалов на единицу продукции и др.);
• сведения о новейших технологиях, находящихся в стадии научно-исследовательских и опытно-конструкторских работ или опытно-промышленного внедрения.

## Развитие в Российской Федерации
В настоящее время в Российской Федерации осуществляется масштабная разработка нормативно-правовой базы по регламентации порядка получения комплексных экологических разрешений и внедрения наилучших доступных технологий. Внесены изменения в федеральный закон «Об охране окружающей среды» (от 21.07.2014 года № 219-ФЗ) в части новых понятий и определений, категорий экологически опасных предприятий, требований по обязательности исполнения программ повышения экологической эффективности, коэффициентов к ставкам платы за негативное воздействие на окружающую среду, и др. Согласно данному закону Правительством Российской Федерации будет устанавливаться:
• перечень областей применения НДТ для видов хозяйственной и иной деятельности, характеризующихся значительными уровнями и (или) объемом воздействия на окружающую среду и значительными объемами производства продукции для конкретного вида хозяйственной и иной деятельности;
• будут разработаны информационно-технические справочники НДТ (согласно распоряжению Правительства Российской Федерации № 2178-р от 31 октября 2014 года был утвержден поэтапный график создания в 2015-2017 годах 47 отраслевых справочников НДТ);
• будут подготовлены методические рекомендации по разработке программ внедрения НДТ, утверждённые уполномоченным Правительством Российской Федерации федеральным органом исполнительной власти.
Кроме того, распоряжением Правительства РФ №398-р от 19.03.2014 года утвержден комплекс мер, направленных на отказ от использования устаревших и неэффективных технологий, переход на принципы НДТ и внедрение современных инновационных технологий. Основными мероприятиями в рамках утверждённого комплекса мер являются:
• создание межведомственного совета по переходу на принципы НДТ и внедрению современных технологий;
• разработка плана действий («дорожной карты») по переходу на принципы НДТ и внедрению современных технологий в федеральных государственных унитарных предприятиях, федеральных бюджетных учреждениях, государственных корпорациях, организациях с участием государства;
• разработка нормативной правовой базы, обеспечивающей совершенствование нормирования в области охраны окружающей среды и переход промышленности на принципы НДТ;
• разработка нормативно-технических документов на основе информационно-технических справочников и реестров НДТ;
• разработка и реализация комплекса мер по стимулированию производства в Российской Федерации современного технического оборудования, соответствующего принципам НДТ.
Руководителем Росстандарта А. В. Абрамовым был подписан Приказ № 1920 от 3 декабря 2014 года «О формировании Бюро наилучших доступных технологий» (Бюро НДТ). Функции Бюро НДТ, координирующего деятельность технических рабочих групп при разработке информационно-технических справочников по НДТ, возложены на подведомственную организацию Росстандарта ФГУП «Всероссийский научно-исследовательский институт стандартизации материалов и технологий» (ФГУП «ВНИИ СМТ»). В соответствии с Постановлением Правительства Российской Федерации №1508 от 28 декабря 2016 г. функции Бюро НДТ возложены возложены на созданный Центр экологической и промышленной политики. Кроме того, приказом Росстандарта создан новый технический комитет по стандартизации «Наилучшие доступные технологии» № 113 (ТК «НДТ»), не имеющий международного аналога. Комитет создан для обеспечения российских предприятий различных отраслей промышленности документами по стандартизации в сфере НДТ.
Распоряжением Председателя Правительства РФ от 28 августа 2014 года№ 1651-р сформирован Фонд развития промышленности. Основными целями создания фонда являются повышение доступности займов на финансирование производственно-технологических проектов, стимулирование модернизации и создания новых производств на базе принципов наилучших доступных технологий, стимулирование производства конкурентоспособной продукции, обеспечивающей рыночное импортозамещение. Задачами фонда являются организация экспертизы, отбор, финансирование и сопровождение проектов, направленных на внедрение новых технологий. Основной инструмент фонда — это льготные займы для промышленных предприятий на финансирование завершающих стадий ОКР и подготовки технико-экономических обоснований, предпроектных и проектных работы. Успешное завершение данных этапов позволяет перейти к строительству или серийному производству, которые будут финансироваться уже за счет других государственных институтов развития или коммерческих банков.